# Nymfaio
Nymfaio (in greco Νυμφαίο?, in arumeno: Nevesca) è una ex comunità della Grecia nella periferia della Macedonia occidentale di 413 abitanti secondo i dati del censimento 2001.
È stata soppressa a seguito della riforma amministrativa detta Programma Callicrate in vigore dal gennaio 2011 ed è ora compresa nel comune di Amyntaio.